# Diócesis de Bogor
La diócesis de Bogor (en latín: Dioecesis Bogoren(sis) y en indonesio: Keuskupan Bogor) es una circunscripción eclesiástica latina de la Iglesia católica en Indonesia, sufragánea de la arquidiócesis de Yakarta. La diócesis tiene al obispo Paskalis Bruno Syukur, O.F.M. como su ordinario desde el 21 de noviembre de 2013.

## Territorio y organización
La diócesis tiene 18 368 km² y extiende su jurisdicción sobre los fieles católicos de rito latino residentes en la provincia de Java Occidental en las regencias de: Bogor, Sukabumi, Cianjur y en los municipios de Depok, Bogor y Sukabumi. En la provincia de Bantén en las regencias de: Lebak, Pandeglang, Serang y en los municipios de: Serang y Cilegon.
La sede de la diócesis se encuentra en la ciudad de Bogor, en donde se halla la Catedral de la Santísima Virgen María.
En 2018 en la diócesis existían 23 parroquias.

## Historia
La prefectura apostólica de Sukabumi fue erigida el 9 de diciembre de 1948 con la bula Quo in insula del papa Pío XII, obteniendo el territorio del vicariato apostólico de Batavia (hoy arquidiócesis de Yakarta).
El 3 de enero de 1961, como resultado de la bula Quod Christus del papa Juan XXIII, la prefectura apostólica fue elevada a diócesis y tomó su nombre actual.

## Estadísticas
De acuerdo al Anuario Pontificio 2019 la diócesis tenía a fines de 2018 un total de 119 350 fieles bautizados.
| Año                                                                             | Población            | Población  | Población      | Sacerdotes | Sacerdotes    | Sacerdotes    | Bautizados por sacerdote | Diáconos permanentes | Religiosos | Religiosos | Parroquias |
| Año                                                                             | Bautizados católicos | Total      | % de católicos | Total      | Clero secular | Clero regular | Bautizados por sacerdote | Diáconos permanentes | Varones    | Mujeres    | Parroquias |
| ------------------------------------------------------------------------------- | -------------------- | ---------- | -------------- | ---------- | ------------- | ------------- | ------------------------ | -------------------- | ---------- | ---------- | ---------- |
| 1950                                                                            | 722                  | 2 750 000  | 0.0            | 15         | 2             | 13            | 48                       |                      | 2          | 2          | 5          |
| 1969                                                                            | 7332                 | 5 990 000  | 0.1            | 24         | 2             | 22            | 305                      |                      | 53         | 128        | 10         |
| 1980                                                                            | 18 332               | 7 422 000  | 0.2            | 24         | 9             | 15            | 763                      |                      | 21         | 95         |            |
| 1990                                                                            | 34 849               | 9 500 000  | 0.4            | 33         | 17            | 16            | 1056                     |                      | 26         | 110        | 12         |
| 1999                                                                            | 54 056               | 12 144 005 | 0.4            | 45         | 34            | 11            | 1201                     |                      | 26         | 114        | 15         |
| 2000                                                                            | 53 432               | 11 190 495 | 0.5            | 51         | 37            | 14            | 1047                     |                      | 21         | 92         | 16         |
| 2001                                                                            | 57 632               | 11 471 935 | 0.5            | 48         | 36            | 12            | 1200                     |                      | 27         | 107        | 17         |
| 2002                                                                            | 61 414               | 11 875 500 | 0.5            | 52         | 40            | 12            | 1181                     |                      | 26         | 134        | 18         |
| 2003                                                                            | 63 698               | 12 114 065 | 0.5            | 56         | 38            | 18            | 1137                     | 2                    | 27         | 140        | 18         |
| 2004                                                                            | 66 115               | 13 080 511 | 0.5            | 56         | 42            | 14            | 1180                     |                      | 28         | 143        | 18         |
| 2012                                                                            | 83 406               | 16 283 000 | 0.5            | 70         | 51            | 19            | 1191                     |                      | 44         | 161        | 21         |
| 2015                                                                            | 116 138              | 18 010 983 | 0.6            | 89         | 58            | 31            | 1304                     |                      | 95         | 158        | 21         |
| 2018                                                                            | 119 350              | 18 125 361 | 0.7            | 93         | 66            | 27            | 1283                     |                      | 83         | 161        | 23         |
| Fuente: Catholic-Hierarchy, que a su vez toma los datos del Anuario Pontificio. |                      |            |                |            |               |               |                          |                      |            |            |            |

## Episcopologio
- Paternus Nicholas Joannes Cornelius Geise, O.F.M. † (17 de diciembre de 1948-30 de enero de 1975 renunció)
- Ignatius Harsono † (30 de enero de 1975-17 de julio de 1993 renunció)
- Cosmas Michael Angkur, O.F.M. (10 de junio de 1994-21 de noviembre de 2013 retirado)
- Paskalis Bruno Syukur, O.F.M., desde el 21 de noviembre de 2013